# شوليه باسكت
شوليه باسكت (بالإنجليزية: Cholet Basket)‏ هو فريق كرة سلة فرنسي تأسس في 1975. يلعب في الدوري الفرنسي لكرة السلة الدرجة الأولى.

## وصلات خارجية
- الموقع الإلكتروني